# Куркова Равшана Бахрамівна
Равшана Бахрамівна Куркова (рос. Равшана Бахрамовна Куркова, узб. Равшона Баҳром қизи Кўркова, Ravshona Bahrom qizi Ko‘rkova, нар. 22 серпня 1980, Ташкент, Узбецька РСР, СРСР) — російська акторка узбецького походження.
Фігурантка бази даних центру «Миротворець».

## Біографія
Равшана Куркова народилася 22 серпня 1980 року в Ташкенті, в узбецькій акторській родині. Її батько Бахрам Еркіновіч Матчанов грав у театрі «Ільхом» Марка Вайля, мати — акторка і кінорежисерка Рано Джалілівна Кубаєва. Дядько — режисер і сценарист Рауф Кубаєв. Равшана почала зніматися у кіно з 1992 року.
Перед переїздом сім'ї до Москви Равшана закінчила музичну школу, в старших класах навчалася в ліцеї, планувала вступати в Лондонський університет. Зрештою вона все ж вирішила залишитися в Росії, вчилася на філологічному факультеті педагогічного державного університету.
У 12 років знялася в картині «Таємниця папоротей». Закінчила філологічний факультет Московського педагогічного державного університету. Прослухала курс лекцій у рамках Вищих режисерських курсів при ВДІКу і вивчала акторську майстерність під керівництвом викладачки Щепкінского театрального училища Тетяни Пишнової. Після здобуття вищої освіти продовжувала спроби наблизитися до роботи на телебаченні. У її стаж входили посаді асистентки гримера, помічниці режисера, редакторки ток-шоу. Поступово досягла успіхів — отримувала епізодичні ролі й все частіше з'являлася на екранах.
Здобула популярність після зйомок у серіалі «Барвіха», створеному телеканалом ТНТ. Найвідоміші ролі акторки: Рита («Мертві дочки», реж. Павел Румінов, 2007), Феруза («На краю стою», реж. Рауф Кубаєв, 2008), Кабі («Офіцери-2», реж. Зіновій Ройзман, 2009), Олена («Любов у великому місті-2», реж. Маріус Вайсберг, 2010), Бонні («Вщент», реж. Роман Карімов, 2011), Неллі («Острів непотрібних людей», реж. Едуард Паррі, 2011), Христина («Мами» реж. Сарік Андреасян, 2011), Аліса («Що творять чоловіки», реж. Сарік Андреасян, 2012), Ольга («Нереальна любов», реж. Арман Геворгян, 2013). Окремої уваги заслуговує картина призера Венеціанського кінофестивалю, естонського режисера Вейко Иунпуу «Спокуса Святого Тину» (2009), з Равшаною в головній жіночій ролі. Фільм був висунутий на здобуття премії Оскар від Естонії у 2010 році, був у конкурсній програмі кінофестивалю Sundance та кінофестивалю в Карлових Варах.
Брала участь у зйомках кліпу Machete «Ніжність» і Владі Каста «Складай мрії».
У 2009 році Равшана разом з Єлизаветою Боярською, Максимом Матвєєвим, Ольгою Смирновою, Олексієм Філімоновим, Дариною Чарушею, Олександром Аляб'євим, Григорієм Добригіним виступала в танцювально-музичному спектаклі Олега Глушкова «Rooms».

## Особисте життя
З першим чоловіком, фотографом Семеном Курковим, познайомилася на студентській вечірця. Але після того, як Равшана пережила викидень на п'ятому місяці вагітності, стосунки подружжя розладналися. Після розлучення акторка залишила прізвище першого чоловіка.
З 2004 по 2008 роки Равшана Куркова була одружена з актором Артемом Ткаченком. Після розриву вони залишилися близькими друзями й зіграли колишнє подружжя у фільмі 2012 року «Травневий дощ».
Згодом акторка була у стосунках із гендиректором «Главкіно» Іллею Бачуріним, з яким у травні 2016 оголосили про розірвання стосунків.

## Фільмографія
| Рік  |    | Українська назва                  | Оригінальна назва                 | Роль                  |
| ---- | -- | --------------------------------- | --------------------------------- | --------------------- |
| 1992 | ф  | Тайна папороті                    | Kirk Kulok Siri                   | Нігора                |
| 2002 | с  | Крадійка 2: Щастя напрокат        | Воровка 2. Счастье напрокат       | Наташа                |
| 2008 | с  | Приватний детектив                | Частный детектив                  | Світлана Рогова       |
| 2006 | с  | Острог. Справа Федора Сеченова    | Острог. Дело Фёдора Сеченова      | Марина Гамаюн         |
| 2007 | ф  | Три дівчини                       | Три девушки                       | Майя                  |
| 2007 | ф  | Рідні та близькі                  | Родные и близкие                  | Віка                  |
| 2007 | ф  | Мертві донькии                    | Мёртвые дочери                    | Ріта                  |
| 2007 | с  | СКР: Прості хлопці                | УГРО. Простые парни               | Зоя Одинцова          |
| 2008 | ф  | На краєчку стою                   | На краю стою                      | Фірюза                |
| 2008 | с  | Одна ніч кохання                  | Одна ночь любви                   | Лейла                 |
| 2009 | ф  | Спокуса святого Тину              | Искушение святого Тыну            | Надія                 |
| 2009 | ф  | Индійське кіно                    | Индийское кино                    | Сана                  |
| 2009 | с  | Братани                           | БратаныАліса                      |                       |
| 2009 | с  | Офіцери                           | Офицеры                           | Кабі                  |
| 2009 | с  | Барвіха                           | Барвиха                           | Анжела                |
| 2009 | ф  | Кохання у великому місті 2        | Любовь в большом городе 2         | Олена                 |
| 2009 | кф | Ахтамар                           | Ахтамар                           | дівчина               |
| 2010 | ф  | Варення із сакури                 | Варенье из сакуры                 | комп'ютерниця         |
| 2010 | ф  | Глухар у кіно                     | Глухарь в кино                    | Віра                  |
| 2010 | с  | Остання зустріч                   | Последняя встреча                 | Карменсіта            |
| 2011 | с  | Золоті                            | Золотые                           | Анжела Конкулова      |
| 2011 | ф  | Вщент                             | Вдребезги                         | Бонні                 |
| 2011 | ф  | Дід Мороз завжди дзвонить… тричі! | Дед Мороз всегда звонит… трижды!  | Марго                 |
| 2011 | с  | Острів непотрібних людей          | Остров ненужных людей             | Неллі                 |
| 2012 | ф  | Мами                              | Мамы                              | Хрестина              |
| 2012 | с  | Уральська мереживниця             | Уральская кружевница              | Габриелла Пазетті     |
| 2012 | ф  | Травневий дощ                     | Майский дождь                     | Арина                 |
| 2013 | ф  | Що коять чоловіки!                | Что творят мужчины!               | Аліса                 |
| 2013 | ф  | Заметіль                          | Метель                            | Аня                   |
| 2013 | ф  | Поки ще жива                      | Пока ещё жива                     | Магі                  |
| 2014 | ф  | Утікачі                           | Беглецы                           | Настя                 |
| 2014 | ф  | Нереальне кохання                 | Нереальная любовь                 | Ольга                 |
| 2014 | ф  | Федька                            | Федька                            | Пушпа                 |
| 2014 | с  | Творці                            | Творцы                            | Аліна                 |
| 2015 | с  | Закохані жінки                    | Влюблённые женщины                | Євгенія               |
| 2015 | ф  | Про кохання                       | Про любовь                        | співробітниця поліції |
| 2015 | с  | А в нас у дворі                   | А у нас во дворе                  | Мавлюда               |
| 2015 | ф  | Без меж                           | Без границ                        | Камілла               |
| 2016 | ф  | Хардкор                           | Хардкор                           | продавчиня            |
| 2016 | ф  | Спокуса                           | Искушение                         |                       |
| 2016 | с  | Крим                              | Крым                              | Аля                   |
| 2019 | ф  | Балканський рубіж                 | Балканский рубеж / Балканска међа | Віра                  |
| 2019 | с  | «Ебігейл»                         | Эбигейл                           | Стелла                |
| 2019 | с  | «Контакт»                         | Контакт                           | Кравцова              |

## Факти
- Майбутня актриса вивчала японську мову.
- Ім'я має перське походження і перекладається як «ясна» від слова «Равшан» (читається як [Роушан]), що перекладається як «світла» / «світлий».
- Закінчила філологічний факультет Московського педагогічного державного університету .
- Зріст — 180 см.